# Bathet Moit
Bathet Moit este o comună din departamentul Monguel, Regiunea Gorgol, Mauritania, cu o populație de 5.415 locuitori.